# Tamponnement intra-utérin par ballonnet
Le tamponnement intra-utérin par ballonnet est une technique médicale consistant à contenir et résorber une hémorragie post-partum de l'utérus par insertion d'une ballonnet gonflable qui vient appuyer sur ses parois. Cette technique est utilisée en seconde phase d'une hémorragie déclarée, lorsque les procédures médicamenteuses et notamment l'injection d'ocytocine se sont montrées sans effet. Avec l'injection de prostaglandines, c'est l'un des derniers recours avant l'utilisation de techniques invasives pouvant allez jusqu'à l'hysterectomie. 
Bien que disposant de niveau de preuves faible, la technique a été utilisée avec succès dans plusieurs cas rapportés par la littérature médicale, sans mention d'effets nocifs pour les hémorragies primaires. Son usage est donc recommandé par l'OMS et dans de nombreux pays soit sous sa forme commerciale, assez onéreuse, soit sous sa forme artisanale, à base de préservatif. 

## Histoire
Les premiers tamponnement utérins en vue de résorber l'hémorragie post-partum sont décrits au XIXe siècle. Dans les années 1950, la technique perd de son attrait, en raison des craintes sur les risques d'infection. Au début des années 1990, plusieurs cas de traitements affichant un fort taux de succès sont rapportés : de la gaze est introduite dans l'utérus des patientes, soit par voie vaginale, soit par voie abdominale, après incision de l'utérus.
En 1996, Jeannette Loor et Peter van Dam font état d'une hémorragie stoppée par des cathéters de Foley. Par la suite, plusieurs praticiens font état de l'utilisation d'une sonde de Blakemore, prévue à l'origine pour soigner les hémorragies digestives,.
Par la suite, des matériels spécifiques, dont le ballon de Bakri, ont été conçus et commercialisés. Dans les pays pauvres ou dans les structures limitées en moyens financiers, ils peuvent être remplacés par un outil maison à base d'un préservatif et de cathéters.